# Miłkowice (gemeente)
De gemeente Miłkowice is een landgemeente in het Poolse woiwodschap Neder-Silezië, in powiat Legnicki.
De zetel van de gemeente is in Miłkowice.
Op 30 juni 2004 telde de gemeente 6118 inwoners.

## Oppervlakte gegevens
In 2002 bedroeg de totale oppervlakte van gemeente Miłkowice 86,37 km², waarvan:
- agrarisch gebied: 72%
- bossen: 11%

De gemeente beslaat 11,6% van de totale oppervlakte van de powiat.

## Demografie
Stand op 30 juni 2004:
| Omschrijving                   | Totaal | Totaal | Vrouwen | Vrouwen | Mannen | Mannen |
| ------------------------------ | ------ | ------ | ------- | ------- | ------ | ------ |
| eenheid                        | aantal | %      | aantal  | %       | aantal | %      |
| inwoners                       | 6118   | 100    | 3131    | 51,2    | 2987   | 48,8   |
| bevolkingsdichtheid (inw./km²) | 70,8   | 70,8   | 36,3    | 36,3    | 34,6   | 34,6   |

In 2002 bedroeg het gemiddelde inkomen per inwoner 1134,8 zł.

## Plaatsen
- Bobrów
- Dobrzejów
- Głuchowice
- Goślinów
- Gniewomirowice
- Grzymalin
- Jakuszów
- Jezierzany
- Kochlice
- Lipce
- Miłkowice
- Pątnówek
- Rzeszotary
- Siedliska
- Studnica
- Ulesie

## Aangrenzende gemeenten
Chojnów, Krotoszyce, Kunice, Legnica, Lubin, Złotoryja